# Округ Јуинта (Вајоминг)
Јуинта (енгл. Uinta County) је округ у америчкој савезној држави Вајоминг.

## Демографија
По попису из 2010. године број становника је 21.118, што је 1.376 (7,0%) становника више него 2000. године.
| Група             | 2000.          | 2010.          |
| Белци             | 18.210 (92,2%) | 18.696 (88,5%) |
| Афроамериканци    | 22 (0,1%)      | 55 (0,3%)      |
| Азијати           | 54 (0,3%)      | 61 (0,3%)      |
| Хиспаноамериканци | 1.055 (5,3%)   | 1.855 (8,8%)   |
| Укупно            | 19.742         | 21.118         |